# Тигранакерт (Сильван)
Тигранаке́рт (арм. Տիգրանակերտ, Тигранакерт или Дикранагерд на западно-армянском языке (см. Западная Армения); др.-греч. Τιγρανόκερτα; лат. Tigranocerta) — древнеармянский город, построенный как столица государства Тиграна II в 77 г. до н. э.

## История основания
Тигран II строил огромные города. Известны четыре города под названием Тигранакерт и три города, носившие название Тигранаван. Новые завоевания Тиграна, чья территория простиралась от Каспийского моря до юга Сирии, привели к тому, что предыдущая столица Арташат, основанная Арташесом I во времена Армянской империи, была изолирована от главных торговых путей и оказалась в восточном углу обширных территорий. Армянский царь желал построить новую столицу, новый Вавилон. В начале 70 до н. э., когда империя Тиграна была на пике своего развития, началась постройка новой столицы. Местоположение было выбрано в результате точных расчётов; город располагался прямо по центру главных торговых путей древнего мира.

## Географическое положение
Тигранакерт находится к юго-западу от озера Ван, на месте современного города Сильван, недалеко от Диярбакырa (Турция). Тигранакерт был настолько большим и важным городом, что в честь него называли всю равнину, которая начиналась от южных склонов Сасуна и доходила до реки Тигр и города Амид (современный Диярбакыр)

Тигранакертская равнина была густо населена армянами до 1915 года. Но к тому времени самого города Тигранакерт уже не было: от него осталось лишь небольшое село с названием «Мануфаркин», а единственным крупным городом на Тигранакертской равнине был Амид (Диарбекир), в котором до 1915 года армяне составляли значительную часть населения. Поэтому местные армяне перенесли название легендарного города, и в народе называли Диярбакыр «Тигранакертом».

## Описание города
Столица была окружена огромными толстыми стенами высотой около 25 метров. Множество ниш в стенах служили конюшнями, чуланами, складами вооружений, боеприпасов, продовольствия и других материальных запасов. Королевский Дворец стоял в предместьях города, окружённого красивыми садами. Город был застроен в стиле эллинизма. Для заселения города туда было насильно переселено население ряда городов из Месопотамии, Киликии и особенно Каппадокии — в частности, греческое население города Мазака (позднее Цезария и Кайсери). Красота и богатство новой столицы Армении были сравнимы с величественными городами того времени — Вавилоном и Ниневией.
Рынки города заполняли торговцами. Тигранакерт быстро стал очень важным коммерческим и культурным центром Ближнего Востока. Великолепный театр, построенный Тиграном, был знаменит далеко за пределами столицы.

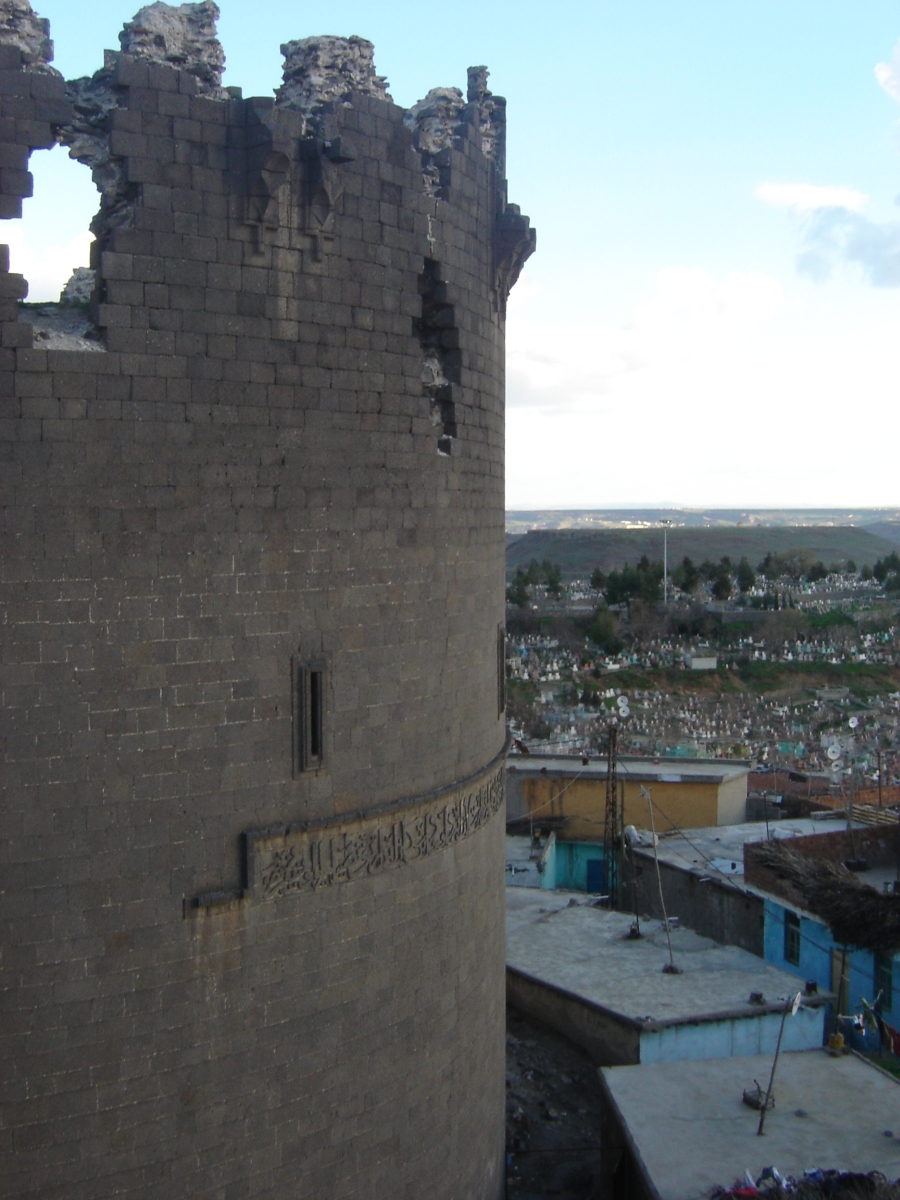
Остатки крепостной стены в г. Диярбакыр

Диярбакырская крепость или крепость Тиграна Великого
В Диярбакыре расположено одно из самых больших и сохранившихся до наших дней крепостных сооружений в мире. Эта постройка состоит из внешней и внутренней части. Точный возраст крепостной стены неизвестен.
Внешняя часть: в 349 году римский император Констанций II велел обновить городские стены и крепость. Длина сохранившихся крепостных стен — около 5 км, ширина — 3-5 метров, высота — 10-12 метров.
В стене 82 башни и четверо ворот, ориентированных по сторонам света и украшенных барельефами и надписями: Горные ворота — на севере, ворота Урфы — на западе, ворота Мардын — на юге, и Новые ворота — на востоке. Перед крепостной стеной располагался крепостной вал, срытый в 1232 году Аль-Камилем.
Крепость находилась в северо-восточной части внешнего вала и была отделена от него стенами. В ней насчитывалось шестнадцать башен и четверо ворот (двое внешних и двое внутренних). Внутри располагался один из городских районов. Позаботившись об организационной структуре своего царства, Тигран начал строить свою столицу Тигранакерт (близ нынешнего Фаркина в Южной Турции), которая должна была стать политическим, культурным и экономическим центром нового государства. Прежняя столица Артаксата (Арташат) на реке Аракс и столица Селевкидов Антиохия не удовлетворяли его целям, поскольку находились, соответственно, на северо-восточных и западных границах его новообретённой империи. Также Антиохия и другие крупные города Сирии могли привести к отрыву Тиграна от его базы в Армении, которая продолжала быть основой его власти и военных успехов.
Греческие и римские историки, описывающие кампании Лукулла в Армении и овладение Тигранакертом, дали подробные сведения об этой новой столице. Согласно Аппиану, Тигранакерт был окружён стеной в 50 кубитов высотой, которая была столь широкой, что внутри неё были построены конюшни для лошадей. Снаружи, неподалёку от городских стен, располагался царский дворец, вокруг которого были созданы охотничьи парки и пруды для рыбной ловли. Также поблизости был выстроен сильно укреплённый замок. В «Анналах» Тацит описывает Тигранакерт как «город, располагавший многочисленными защитниками и мощными стенами. К тому же, часть городских укреплений обтекает довольно широкая река Никефория, а там, где её течение не обеспечивает надежной защиты, вырыт огромный ров». Однако сам город, в отличие от древних Ниневии или Вавилона, был довольно компактным. По всей видимости, и по плану застройки, и по своему торгово-ремесленному характеру он был непохож на обычные эллинские города Малой Азии и Сирии.
Чтобы населить новый город, Тигран поощрил большое число евреев переселиться сюда, а также насильно переселил в Тигранакерт жителей разорённых городов Каппадокии и Коммагены, которые были им покорены около 77 года до нашей эры. Страбон пишет: «Тигран, царь армянский, поставил их в тяжёлое положение во время набега на Каппадокию; царь изгнал всех мазакенов в Месопотамию, составив из них население Тигранакерта. Впоследствии, после взятия Тигранакерта, те, кто был в состоянии, вернулись на родину».
В другом месте своей «Географии» Страбон утверждает, что Тигран переселил в свою столицу жителей 12 греческих городов, в то время как Аппиан оценивает число насильственно переселённых из Каппадокии и Киликии в 300 тыс. Плутарх упоминает, что в дополнение к этому Тигран перевёл в Тигранакерт население разорённых районов Адиабены, Ассирии и Кордуены: «он перевёз также арабов, живших в шатрах, от домов и земель их, и поселил их близ себя, чтобы через них вести торговлю». Плутарх добавляет, что «это был богатый и красивый город, каждый житель которого, будь он простолюдин или человек с титулом, в подражание царю стремился всячески его расширить и украсить».
Плутарх писал, что:

«Тигранакерт был богатым и красивым городом, где каждый человек был обучен украшать этот город»

## Разрушение города

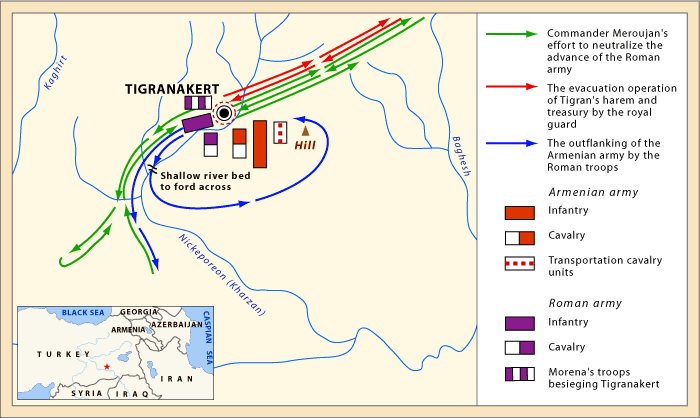

Планы Тиграна не увенчались успехом, со многими проектами и планами было покончено из-за битвы при Тигранакерте (арм. Տիգրանակերտի ճակատամարտ), где сражались между собой армии Римской республики и империи Тиграна II Великого, произошедшей 6 октября 69 года до н. э. Битва явилась следствием Третьей Митридатовой войны Рима с царём Понта Митридатом VI, который был тестем царя Тиграна и после поражения бежал к нему в Великую Армению — и этим фактически заставил её участвовать в Третьей Митридатовой войне. В этом сражении войско Тиграна потерпело тяжёлое поражение, что привело к развалу его империи. Возрастающее количество неудач Митридата в войне с Римом на западе приближало к концу армянскую гегемонию в регионе. После очередного поражения, нанесённого римским полководцем Лукуллом царю Понта, Митридат спасся бегством и укрылся во владениях Тиграна. Узнав об этом, Лукулл отправил посла Аппиуса Клодия ко двору царя Великой Армении с требованием выдать тестя и привлечь на сторону Рима ряд подвластных городов и вассальных царей. К этому моменту Лукулл уже планирует внезапное нападение на Армению, которое должно было состояться без объявления войны. Получив отказ от Тиграна выдать главного врага Рима последних лет, Лукулл нападает на Великую Армению.
Летом 69 до н. э. Лукулл и его войска вторглись в Каппадокию, после чего форсировали Евфрат и вошли в область Цопк Великой Армении, в которой был расположен Тигранакерт. Весть о вторжении римлян для Тиграна была полной неожиданностью, он был удивлён их скоростью продвижения, чему во многом способствовали города, вставшие на сторону Рима. Поход Лукулла был настолько стремительным, что Тигран узнал о нём с большим опозданием, когда уже невозможно было что-либо изменить. Едва пришла весть о начале войны, как враги уже подступили к стенам его столицы. Не ожидавший столь быстрого наступления римских войск царь Армении, чтобы задержать продвижение Лукулла, отправил генерала Митробазана с 2-3 тысячами солдат навстречу римскому войску. Надолго задержать римлян не удалось; генерал со своим войском был разбит. Узнав о поражении своего генерала, Тигран поручил защиту города одному из приближённых и отправился за армией вглубь страны, в Таврские горы. Однако у Тиграна не было времени для того, чтобы собрать полноценную армию, Лукулл послал двух своих полководцев с целью отвлечь и помешать Тиграну. Первый, Мурена, мешал Тиграну, второй, Секстилиус, выдвинулся в сторону идущей для воссоединения с Тиграном арабской армии. Воспользовавшись тем, что армия Тиграна была отвлечена, Лукулл осадил Тигранакерт, но сил для штурма большого многолюдного города у него было недостаточно.
4 или 5 октября 69 г. армия Тиграна подошла к Тигранакерту, и столкновение с римлянами стало неизбежным. Сражение под Тигранакертом, как видно из свидетельств первоисточников, произошло у реки Никефория, около которого на расстоянии приблизительно семисот пятидесяти метров был расположен низкий холм. По словам Плутарха, осаждённые тигранакертцы видели и указывали римлянам место расположения войск Тиграна. Лукулл, по словам Плутарха, решил продолжать с одной частью войска осаду Тигранакерта, а с другой — двинуться против Тиграна. У стен Тигранакерта он оставил шеститысячное войско во главе со своим полководцем Муреной. C остальной армией, состоявшей, по данным Плутарха, из десяти тысяч пехоты и трёх тысяч конницы и одной тысячи легковооружённых, Лукулл выступил против Тиграна. Лукулл, как передаёт Аппиан, хотел обмануть Тиграна, поэтому выслал против него с фронта только свою быстроходную конницу, а сам вместе со всей римской пехотой, не дойдя ещё до поля сражения, зашёл в тыл противника и оттуда напал на обоз с холма; тем самым Лукулл обратил его в бегство и отбросил его на пехоту. Удар легионов с флангов по нестройным рядам пёстрой по национальному составу армянской армии привёл к окружению основной части войск Тиграна. Однако римлянам не удалось уничтожить окружённую армию, и её главные силы все же успели покинуть поле боя. 6 октября 69 до н. э. Тигранакерт был разрушен римлянами под предводительством Лукулла, которым открыли ворота пленные каппадокийцы, переселённые Тиграном II Великим со своих земель. Несмотря на это, этот регион в течение столетий оставался центром армянской культуры и расселения армян вплоть до геноцида армян на территории Османской империи конца XIX — начала XX веков, когда местное армянское население было ассимилировано, уничтожено или вытеснено курдами и турками.

## Последствия битвы при Тигранакерте
В 68 году до н. э. началось крупное наступление римских войск в собственно Армении. Лукулл направился к старой армянской столице Арташату, но партизанские налёты армянской конницы сильно замедляла движение. На подступах к Арарату наступление зимы и бунт солдат вынудили его повернуть и двинуться в Месопотамию, где штурмом был взят Низибис. Тем временем Митридат вторгся в Понт, разбил здесь в 67 году до н. э. римлян в сражении при Зиеле и восстановил свою власть. Лукулл был вынужден покинуть Низибис и Тигранакерт и вернуться в Галатию. Все его победы оказались бесплодными, завоевания — утраченными, а два легиона ветеранов, завершивших срок службы, были расформированы.
Экспедиция римлян против пиратов завершилась разгромом флота претора Марка Антония в 71 году до н. э. критянами при Кидонии. Лишь в 68/67 годах до н. э. проконсул Квинт Метелл с тремя легионами смог подчинить остров Крит. С таким же войском Квинт Марций Рекс (консул 68 года до н. э.) в начале 67 года до н. э. высадился в Киликии, бывшей центром средиземноморских пиратов.
Лишь в 67 году до н. э. состоялась большая экспедиция римлян во главе с Гнеем Помпеем против пиратов. По закону народного трибуна Габиния, Помпею были предоставлены чрезвычайные полномочия и средства: 120 тыс. войска, 500 военных судов, 144 млн сестерциев (это 6000 талантов). Очистив от пиратов море, Помпей (по закону народного трибуна Манилия) получил в 66 году до н. э. командование в войне против Митридата и Тиграна II. Собрав сильное войско и заключив союз с парфянами, Помпей весной 66 года до н. э. вторгся в Понтийское царство и в сражении на реке Лик нанёс Митридату окончательное поражение (на месте сражения Помпеем был основан Никополь — город победы).
Мятеж 67 года до н. э. сына армянского царя, тоже Тиграна, приходившегося внуком Митридату, расстроил понтийско-армянский союз. Парфянская армия (вместе с принцем Тиграном) вторглась в 66 году до н. э. в Армению, осадила Арташат, но взять его не смогла и вернулась на родину. Вести одновременно войну против Парфии и Рима Тигран II никак не мог, решив поэтому пожертвовать Митридатом.
Узнав на армянской границе, что Тигран II назначил за его голову награду в 100 талантов, Митридат направился в Колхиду, перезимовал в Диоскурии и затем двинулся в последний остаток своих владений — Боспорское царство, расположенном в Крыму и на Таманском полуострове.
Помпей, прекратив преследование Митридата, направился в Армению и достиг Арташата. Здесь к нему присоединился принц Тигран, надеявшийся после низложения отца получить от римлян армянскую корону. Тогда Тигран II лично прибыл в римский лагерь и добился заключения мира ценой уступки всех своих завоеваний и уплаты 6 тыс. талантов.
В 65 году до н. э. Гней Помпей Великий разбил на Кавказе иберийцев и албанцев, в 64 году до н. э. вернулся в Понт, где завладел последними ещё сопротивляющимися крепостями, после чего направился на юг, в Сирию и Иудею, обращённые им в римскую провинцию.
Митридат в 65 году до н. э. достиг Боспора, сверг правившего здесь своего непокорного сына Махара и вынудил его лишить себя жизни. На Боспоре Митридат стал энергично готовиться к продолжению войны.
Набрав войско в 36 тыс. человек, он намеревался двинуться за Запад, увлечь за собой сарматов и даков и вторгнуться в Италию. Однако под тяжестью налогов и повинностей, а также римской морской блокады, началось восстание боспорских городов и войск, возглавленное любимым сыном Митридата Фарнаком. Убедившись в безнадёжности своего положения, Митридат покончил с собой (в 63 году до н. э.).
В результате войны, западная половина Понтийского царства была вместе с Вифинией обращена в римскую провинцию, восточная под названием Малоармянского царства передана римскому вассалу — галатскому царю Дейотару.
Реакция Лукулл "было совершено нападение, которое было так ускорять, что он взял Тиграна врасплох. По словам римских историков, посыльного, который первым принёс весть о неожиданной атаки римских был казнён. В конце концов Mithrobazanes, один из Тиграна генералов, сказал Тигран Римской подход. Тигран был, по словам Keaveney, настолько впечатлён мужеством Mithrobazanes ", что он назначил Mithrobazanes командовать армией против Лукулл -. Mithrobazanes Вместе с тем было побеждён и убит. После этого поражения Тиграна снял севере Армении, чтобы перегруппироваться, который оставил Лукулл свободным положить Tigranocerta в осаде. Когда Тигран собрал большое войско, он возвращается, чтобы противостоять Лукулл. 6 октября 69 года до н. э. , гораздо больше силы Тиграна были решительно разбиты римской армией под Лукулла в битве Tigranocerta . Лечение Тиграна жителей (большая часть населения была вынуждена переехать в город) во главе недовольных охраны города, чтобы открыть ворота города к Римлянам. Узнав об этом, Тигран поспешно отправлены 6000 кавалеристов в город, чтобы спасти своих жен и некоторые из его активов. Тигран избежал захвата с небольшим эскортом.
6 октября 68 года до н. э. римляне приблизились к древней столице Арташату. Объединённая армяно-понтийская армия Тиграна и Митридата (70 тыс. человек) вышла им навстречу, но была сокрушительно разбита. Вновь, как Митридат, Тигран уклонился от захвата победоносными римлянами. However, армянские претензии историков, что римляне проиграли сражение Artaxata и Lucullus’following выхода из Королевства Армении на самом деле был побег из-за вышеупомянутого поражения.
Армяно-римские войны изображены у Александра Дюма («Кавказ»).
Долгие кампании и трудности, которые войска Лукулла переносили в течение многих лет, в сочетании с проблемой недостаточного вознаграждения в виде грабежа, привели к последовательным мятежам среди легионов в 68-67 годах до н. э. Столкнувшись с пересечённой местностью Северной Армении и, видя ухудшение морального облика своих войск, Лукулл вернулся на юг и осадил Нисибис. Тигран сделал вывод ошибочно, что Нисибис продержался бы, и стремился вернуть те части Армении, что римляне захватили. Несмотря на непрерывный успех в бою, Лукулл до сих пор не смог захватить ни одного из монархов. С войска Лукулл "в настоящее время отказываются подчиняться его командам, но согласившись на защиту позиции от атак, сенат послал Гнея Помпея заменить Лукулла.

## Культура
На культурный облик и внешний вид Тигранакерта повлиял в большей степени эллинизм.
Театр Тигранакерта был самым развитым в этом регионе.